# Jevgenij Lebedev
Jevgenij Lebedev, född den 19 februari 1981, är en rysk friidrottare som tävlar i kortdistanslöpning.
Lebedev deltog i det ryska stafettlaget på 4 x 400 meter som blev bronsmedaljörer vid inomhus-VM 2006 i Moskva.

## Personligt rekord
- 400 meter - 45,77